# Torre de' Busi
Torre de' Busi là một đô thị trong tỉnh Lecco, trong vùng Lombardia của Ý, cự ly khoảng 40 km về phía đông bắc của Milan và khoảng 11 km về phía đông nam của Lecco. Tại thời điểm ngày 31 tháng 12 năm 2004, đô thị này có dân số 1.786 người và diện tích là 9,2 km².
Đô thị Torre de' Busi có các frazioni (các đơn vị dân cư trực thuộc, chủ yếu là các làng) Favirano, San Marco, San Michele, và San Gottardo.
Torre de' Busi giáp các đô thị: Calolziocorte, Caprino Bergamasco, Carenno, Cisano Bergamasco, Costa Valle Imagna, Monte Marenzo, Roncola.